# Asigliano Vercellese
Asigliano Vercellese (piemontesisch Asijan) ist eine Gemeinde in der italienischen Provinz Vercelli (VC) der Region Piemont.

## Lage und Einwohner
Asigliano Vercellese liegt 15 km nördlich von Vercelli an der Sesia mit ihrem und hat 1364 Einwohner (Stand 31. Dezember 2023). Nachbargemeinden sind Costanzana, Desana, Pertengo, Pezzana, Prarolo, Stroppiana und Vercelli. Das Gemeindegebiet umfasst eine Fläche von 26 km² und schließt an den Parco naturale delle Lame del Sesia an.
Der Schutzheilige des Ortes ist San Rocco.